# Krähenberg
Krähenberg település Németországban, Rajna-vidék-Pfalz tartományban. Lakosainak száma 165 fő (2023. december 31.).

## Népesség
A település népességének változása:
| Lakosok száma | 184  | 161  | 171  | 172  | 172  | 165  |
|               | 1975 | 2017 | 2019 | 2021 | 2022 | 2023 |